# ما بعد الإنسان
ما بعد الإنسان (بالإنجليزية: Posthuman)‏ هو مفهوم نشأ في مجالات الخيال العلمي وعلم المستقبل والفن المعاصر والفلسفة، ويعني وجود شخص أو كيان في حالة تتجاوز كونه إنسانًا. يهدف المفهوم إلى معالجة مجموعة متنوعة من الأسئلة، بما في ذلك الأخلاق والعدالة، واللغة والتواصل بين الأنواع، والأنظمة الاجتماعية، والتطلعات الفكرية لتعدد التخصصات. لعله من الجدير أن نذكر في هذا المستوى، أن اشكالية القول في "ما بعد الإنسان" أو في "إنسان" الما بعد، لم تكن بمنأى عن استباق خصتها به بعض أفلام الخيال العلمي وبعض الروايات، استباقا مهذ للعلم والفلسفة المعاصرين استئناف الخوض فيها ايضا، ان مشكل "المابعد انساني" لم يكن ليكون حكرا على المباحث العلمية والفلسفية وانما شكّل حيّزا مهما في المخيال القصصي والروائي الانساني.
لا ينبغي الخلط بين ما بعد الإنسانية (بالإنجليزية: Posthumanism)‏ وتجاوز الإنسانية (بالإنجليزية: transhumanism)‏ (تعزيز التكنولوجيا الحيوية للبشر) والتعاريف الضيقة لما بعد الإنسان باعتباره تجاوز المادية المأمول. تظهر فكرة ما بعد الإنسان في كل من ما بعد الإنسانية وتجاوز الإنسانية، ولكن لها معنى خاصًا في كل تقليد.

## ما بعد الإنسانية
في النظرية النقدية، ما بعد الإنسان هو كائن تأملي يمثل الإنسان أو يسعى إلى إعادة تصوره. إنه موضوع انتقادات ما بعد الإنسانية، الذي يشكك بشكل نقدي في الإنسانوية، وهي فرع من الفلسفة الإنسانية التي تدعي أن الطبيعة البشرية هي حالة عالمية يخرج منها الإنسان؛ فالطبيعة البشرية مستقلة، وعقلانية، وقادرة على الإرادة الحرة، وموحدة في ذاتها باعتبارها قمة الوجود. وبالتالي، فإن موقف ما بعد الإنسان يعترف بعدم الكمال والانقسام داخل الذات، ويفهم العالم من خلال وجهات نظر غير متجانسة بينما يسعى إلى الحفاظ على الدقة الفكرية والتفاني في الملاحظات الموضوعية. المفتاح لهذه الممارسة ما بعد البشرية هو القدرة على تغيير وجهات النظر بسلاسة وإظهار الذات من خلال هويات مختلفة. إن ما بعد الإنسان، بالنسبة للمنظرين النقديين للموضوع، لديه وجود أنطولوجي ناشئ وليس أنطولوجيا مستقرة؛ بمعنى آخر، ما بعد الإنسان ليس فردًا فرديًا ومحددًا، ولكنه بالأحرى شخص يمكنه "أن يصبح" أو يجسد هويات مختلفة ويفهم العالم من وجهات نظر متعددة وغير متجانسة.
إن مقاربات ما بعد الإنسانية ليست متجانسة، وغالباً ما كانت انتقادية للغاية. المصطلح نفسه محل نزاع، حيث شجب مانويل ديلاندا، أحد أبرز المؤلفين المرتبطين بما بعد الإنسانية، المصطلح ووصفه بأنه "سخيف جدًا". إن تغطية أفكار، على سبيل المثال، حالة ما بعد الإنسان لروبرت بيبريل، وكتاب هايلز (We Became Posthuman) "كيف أصبحنا ما بعد الإنسان" تحت مصطلح واحد يمثل مشكلة واضحة بسبب هذه التناقضات.
إن ما بعد الإنسان مرادف تقريبًا لـ"السايبورغ" في بيان سايبورغ بقلم دونا هاراواي.[بحاجة لمصدر] يعتبر مفهوم هاراواي للسايبورغ بمثابة تصور ساخر للمفاهيم التقليدية للسايبورغ التي تقلب المجاز التقليدي للسايبورغ الذي يشكك وجوده في الخط البارز بين البشر والروبوتات. إن سايبورغ هاراواي هو في كثير من النواحي النسخة "التجريبية" لما بعد الإنسان[بحاجة لمصدر]، حيث دفعت نظريتها حول السايبورغ إلى تناول هذه القضية في النظرية النقدية. بعد هارواي، أكد هايلز، الذي أسست أعماله كثيرًا من خطاب ما بعد الإنسان النقدي، أن الإنسانية الليبرالية - التي تفصل العقل عن الجسد وبالتالي تصور الجسد على أنه "قوقعة" أو وسيلة للعقل - أصبحت معقدة بشكل متزايد في أواخر القرن العشرين والقرن الحادي والعشرين لأن تكنولوجيا المعلومات تضع جسم الإنسان موضع تساؤل. يؤكد هايلز أننا يجب أن نكون واعين للتقدم في تكنولوجيا المعلومات بينما نفهم المعلومات على أنها "غير مجسدة"، أي شيء لا يمكن أن يحل محل جسم الإنسان بشكل أساسي ولكن لا يمكن دمجه إلا فيه وفي ممارسات الحياة البشرية.

### ما بعد ما بعد الإنسانية وأخلاقيات ما بعد السايبورغ
قد تم مؤخرا طرح فكرة ما بعد ما بعد الإنسانية (ما بعد السايبورغية). تحدد مجموعة العمل هذه الآثار اللاحقة للتكيف طويل المدى مع تقنيات السايبورغ وإزالتها لاحقًا، على سبيل المثال، ما يحدث بعد 20 عامًا من ارتداء تقنيات النظارات التي تستخدم الكمبيوتر باستمرار وإزالتها لاحقًا، والتكيف طويل المدى مع العوالم الافتراضية تليها العودة إلى "الواقع". وما يرتبط بها من أخلاقيات ما بعد السايبورغ (على سبيل المثال، أخلاقيات الإزالة القسرية لتقنيات السايبورغ من قبل السلطات، وما إلى ذلك).
لقد تم تأطير الحقوق السياسية والطبيعية لما بعد الإنسان ضمن نطاق حقوق الحيوان وحقوق الإنسان. تُوسّع ما بعد الإنسانية نطاق ما يعنيه أن تكون شكلاً من أشكال الحياة ذات قيمة وأن يتم التعامل معها على هذا النحو؛ إنها "تدعو إلى تعريف أكثر شمولاً للحياة، واستجابة أخلاقية أكبر، ومسؤولية أكبر، تجاه أشكال الحياة غير البشرية في عصر عدم وضوح الأنواع واختلاط الأنواع. … إنها تُساءل الترتيب الهرمي لأشكال الحياة، ومن ثم استغلالها وحتى القضاء عليها.

## تجاوز الإنسانية

### التعريف
وفقًا لمفكري تجاوز الإنسانية، فإن ما بعد الإنسان هو كائن مستقبلي افتراضي "تتجاوز قدراته الأساسية بشكل جذري قدرات البشر الحاليين بحيث لم يعد إنسانًا بشكل لا لبس فيه وفقًا لمعاييرنا الحالية". يركز ما بعد البشر في المقام الأول على علم التحكم الآلي، وما يترتب على ما بعد الإنسان والعلاقة بالتكنولوجيا الرقمية. نشر ستيف نيكولز بيان حركة ما بعد الإنسان في عام 1988. تسمح نظريته التطورية المبكرة للعقل (MVT) بتطوير أدمغة E1 الواعية. يتم التركيز على الأنظمة. تجاوز الإنسانية لا تركز على أي منهما. وبدلاً من ذلك، تركز نظرية تجاوز الإنسانية على تعديل النوع البشري عبر أي نوع من العلوم الناشئة، بما في ذلك الهندسة الوراثية، والتكنولوجيا الرقمية، والهندسة الحيوية. يتم انتقاد فكرة تجاوز الإنسانية في بعض الأحيان لعدم معالجتها بشكل مناسب لنطاق ما بعد الإنسانية واهتماماتها بتطور الإنسانية.

### الطُرق
يمكن أن تكون كائنات ما بعد البشر عبارة عن ذكاءات اصطناعية بالكامل، أو تعايش بين الذكاء البشري والذكاء الاصطناعي، أو وعي محمّل، أو نتيجة إجراء العديد من التحسينات التكنولوجية الأصغر ولكن العميقة التراكمية للإنسان البيولوجي، أي سايبورغ. بعض الأمثلة على هذا الأخير هي إعادة تصميم الكائن البشري باستخدام تكنولوجيا النانو المتقدمة أو التحسين الجذري باستخدام مجموعة من التقنيات مثل الهندسة الوراثية، وعلم النفس الدوائي، وعلاجات إطالة العمر، والواجهات العصبية، وأدوات إدارة المعلومات المتقدمة، والأدوية المعززة للذاكرة، وأجهزة الكمبيوتر القابلة للارتداء أو المزروعة، والتقنيات المعرفية.

### مستقبل ما بعد الإنسان
كما هو مستخدم في هذه المقالة، لا يشير مصطلح "ما بعد الإنسان" بالضرورة إلى مستقبل مفترض حيث ينقرض البشر أو يغيبون عن الأرض. يقول كيفن وارويك أن كلا من البشر وما بعد البشر سيستمرون في الوجود ولكن الأخير سوف يهيمن في المجتمع على الأول بسبب قدراته. في الآونة الأخيرة, بدأ العلماء في التكهن بأن ما بعد الإنسانية توفر تحليلاً بديلاً للسينما والخيال المروع، غالبًا ما يلقي الضوء على مصاصي الدماء، والمستذئبين، والزومبي، والرماديون، كتطورات محتملة للشكل والكائن البشري.
العديد من مؤلفي الخيال العلمي، مثل غريغ إغان، وهربرت جورج ويلز، وإسحاق عظيموف، وبروس ستيرلينغ، وفريدريك بول، وغريغ بير، وتشارلز ستروس، ونيل آشر، وكين ماكلويد، وبيتر إف هاميلتون، وآن ليكي، ومؤلفي عالم (Orion's Arm)، لديهم أعمال مكتوبة تدور أحداثها في مستقبل ما بعد الإنسان.

## روابط خارجية
في عام 2017، أنشأت مطبعة جامعة ولاية بنسلفانيا بالتعاون مع ستيفان لورينز سورغنر وجيمس هيوز مجلة دراسات ما بعد الإنسان (Journal of Posthuman Studies)، والتي يمكن من خلالها تحليل جميع جوانب مفهوم "ما بعد الإنسان".